# Chicken 224
Chicken 224 är ett reservat i Kanada.   Det ligger i provinsen Saskatchewan, i den centrala delen av landet, 2 500 km nordväst om huvudstaden Ottawa.
I omgivningarna runt Chicken 224 växer i huvudsak barrskog. Trakten runt Chicken 224 är nära nog obefolkad, med mindre än två invånare per kvadratkilometer.